# Alessandro Buongiorno
Alessandro Buongiorno, né le 6 juin 1999 à Turin en Italie, est un footballeur italien, qui évolue au poste de défenseur central au SSC Naples.

## Biographie

### En club
Né à Turin mais originaire de Campanie, en Italie du côté de ses grands-parents, Alessandro Buongiorno est formé par le club local du Torino FC. Avec les jeunes du Toro il remporte la Coppa Italia Primavera. Il fait sa première apparition en professionnel le 4 avril 2018, lors d'une rencontre de Serie A face au FC Crotone. Il entre en jeu à la place de Emiliano Moretti lors de cette rencontre remportée par le Torino sur le score de quatre buts à un.
Le 10 août 2018 Buongiorno est prêté au Carpi FC pour une saison. Il joue son premier match pour Carpi le 25 septembre 2018, en entrant en jeu lors d'une rencontre de championnat face à l'AC Pérouse. Son équipe s'impose par un but à zéro ce jour-là.
En janvier 2020 il est prêté au Trapani Calcio.
Il fait ensuite son retour au Torino et fête sa première titularisation le 17 décembre 2020, lors d'une rencontre de Serie A face à l'AS Roma (défaite 3-1 du Torino),.
Avec l'arrivée du nouvel entraîneur Ivan Jurić à l'été 2021 Buongiorno est beaucoup utilisé durant les matchs amicaux de présaisons mais il peine ensuite à s'imposer en compétition officielle, faisant face à une forte concurrence à son poste avec la présence de Gleison Bremer, David Zima, Armando Izzo, Ricardo Rodríguez et Koffi Djidji, alors que Jurić utilise un système à trois défenseurs centraux.
Il s'impose finalement comme un titulaire au cours de la saison 2022-2023 de Serie A, où il a l'occasion de porter pour la première fois le brassard de capitaine lors d'une rencontre de championnat perdue face à l'US Sassuolo le 17 septembre 2022 (0-1 score final),.
Le 13 juillet 2024, Alessandro Buongiorno rejoint le SSC Naples pour un contrat de cinq ans, soit jusqu'en juin 2029. Le contrat comprend une clause libératoire de 70 millions d'euros, valable à partir de 2027 mais uniquement pour les clubs étrangers.
Il joue son premier match sous ses nouvelles couleurs le 10 août 2024, en étant titularisé en coupe d'Italie face au Modène FC. Son équipe l'emporte après une séance de tirs au but.

### En sélection
Alessandro Buongiorno représente l'équipe d'Italie des moins de 18 ans de 2016 à 2017, pour un total de six matchs joués.
Alessandro Buongiorno est sélectionné avec l'équipe d'Italie des moins de 20 ans pour participer à la coupe du monde des moins de 20 ans en 2019, qui se déroule en Pologne. Il ne joue qu'un seul match dans ce tournoi, qui voit les Italiens s'incliner en demi-finale face à l'Ukraine puis terminer à la 4e place après sa défaite face à l'Équateur lors du match pour la troisième place.
Le 13 octobre 2020, il reçoit sa première sélection avec les espoirs, face à l'Irlande. Ce match gagné 2-0 rentre dans le cadre des éliminatoires de l'Euro espoirs 2021.
Il est retenu dans la liste des 26 joueurs italiens du sélectionneur Luciano Spalletti pour participer à l'Euro 2024.

## Statistiques

### En club
| Saison                | Club                  | Championnat           | Championnat | Championnat | Championnat | Coupe(s) nationale(s) | Coupe(s) nationale(s) | Coupe(s) nationale(s) | Total | Total | Total |
| Saison                | Club                  | Division              | M.          | B.          | P.d.        | M.                    | B.                    | P.d.                  | M.    | B.    | P.d.  |
| 2017-2018             | Torino FC             | Serie A               | 1           | 0           | 0           | -                     | -                     | -                     | 1     | 0     | 0     |
| 2019-2020             | Torino FC             | Serie A               | 0           | 0           | 0           | -                     | -                     | -                     | 0     | 0     | 0     |
| 2020-2021             | Torino FC             | Serie A               | 12          | 0           | 0           | 2                     | 0                     | 0                     | 14    | 0     | 0     |
| 2021-2022             | Torino FC             | Serie A               | 23          | 0           | 2           | 2                     | 0                     | 0                     | 25    | 0     | 2     |
| 2022-2023             | Torino FC             | Serie A               | 34          | 1           | 2           | 4                     | 0                     | 0                     | 38    | 1     | 2     |
| 2023-2024             | Torino FC             | Serie A               | 29          | 3           | 0           | 2                     | 0                     | 0                     | 31    | 3     | 0     |
| Sous-total            | Sous-total            | Sous-total            | 99          | 4           | 4           | 10                    | 0                     | 0                     | 109   | 4     | 4     |
| 2018-2019             | Carpi FC (prêt)       | Serie B               | 18          | 0           | 1           | -                     | -                     | -                     | 18    | 0     | 1     |
| 2019-2020             | Trapani Calcio (prêt) | Serie B               | 13          | 0           | 0           | -                     | -                     | -                     | 13    | 0     | 0     |
| 2024-2025             | SSC Naples            | Serie A               | 22          | 1           | 0           | 1                     | 0                     | 0                     | 23    | 1     | 0     |
| Total sur la carrière | Total sur la carrière | Total sur la carrière | 142         | 5           | 5           | 11                    | 0                     | 0                     | 153   | 5     | 5     |

### En équipe nationale
| Saison                | Sélection             | Phases finales             | Phases finales | Phases finales | Phases finales | Éliminatoires CDM | Éliminatoires CDM | Éliminatoires CDM | Éliminatoires EURO | Éliminatoires EURO | Éliminatoires EURO | Ligue Nations UEFA | Ligue Nations UEFA | Ligue Nations UEFA | Matchs amicaux | Matchs amicaux | Matchs amicaux | Total | Total | Total |
| Saison                | Sélection             | Compétition                | M              | B              | Pd             | M                 | B                 | Pd                | M                  | B                  | Pd                 | M                  | B                  | Pd                 | M              | B              | Pd             | M     | B     | Pd    |
| --------------------- | --------------------- | -------------------------- | -------------- | -------------- | -------------- | ----------------- | ----------------- | ----------------- | ------------------ | ------------------ | ------------------ | ------------------ | ------------------ | ------------------ | -------------- | -------------- | -------------- | ----- | ----- | ----- |
| 2022-2023             | Italie                | Nations League Finals 2023 | 1              | 0              | 0              | -                 | -                 | -                 | -                  | -                  | -                  | -                  | -                  | -                  | -              | -              | -              | 1     | 0     | 0     |
| 2023-2024             | Italie                | Euro 2024                  | 0              | 0              | 0              | -                 | -                 | -                 | 1                  | 0                  | 0                  | -                  | -                  | -                  | 2              | 0              | 0              | 3     | 0     | 0     |
| 2024-2025             | Italie                | -                          | -              | -              | -              | -                 | -                 | -                 | -                  | -                  | -                  | 6                  | 0                  | 0                  | -              | -              | -              | 6     | 0     | 0     |
| Total sur la carrière | Total sur la carrière | Total sur la carrière      | 1              | 0              | 0              | -                 | -                 | -                 | 1                  | 0                  | 0                  | 6                  | 0                  | 0                  | 2              | 0              | 0              | 10    | 0     | 0     |

## Palmarès

### En club
SSC Napoli
- Championnat d'Italie de football (1) :
  - Champion en 2025[18]